# 亀谷哲也
亀谷 哲也（かめたに てつや、1966年〈昭和41年〉11月2日 - ）は、RNC西日本放送のアナウンサー。

## プロフィール
愛知県出身。北九州大学(現：北九州市立大学)卒業後、1989年西日本放送に入社。趣味は武道で剣道三段・首里派空手錬士三段の特技を持っている。愛称は、｢亀ちゃん｣など。

## 担当番組

### 現在
- Doki：2010年10月6日 -
- こちらハッピー探偵社：2014年 -
- RNCニューススポット

### 過去
- RNCワイド90プラス1「情報ビタミンAtoZ」（メイン）
- RNCワイドニュースプラス1（テレビ、サブキャスター）
- さわやかラジオ かめばかむほど（ラジオ、第1部メインパーソナリティ）
- とことん!土曜〜び!!（テレビ、メインパーソナリティ）：2002年4月6日- 2010年9月25日